# سامانه دفاع هوایی اونجر
سامانهٔ دفاع هوایی اَوِنجِر (انتقام‌جو)، با شناسهٔ AN / TWQ-1 یک سیستم موشکی زمین به هوا و خودکشش آمریکایی است. این سامانه به صورت متحرک و برد کوتاه، به حفاظت و دفاع هوایی از واحدهای زمینی در برابر موشک‌های کروز، هواپیماهای بدون سرنشین، هواگردهای ثابت‌بال در ارتفاع پایین و هلی‌کوپترها می‌پردازد.
اونجر در ابتدا برای نیروهای مسلح ایالات متحده آمریکا توسعه یافت و در حال حاضر در نیروی زمینی ایالات متحده آمریکا و برای سپاه تفنگداران دریایی ایالات متحده آمریکا و چند کشور دیگر در حال فعالیت. است.

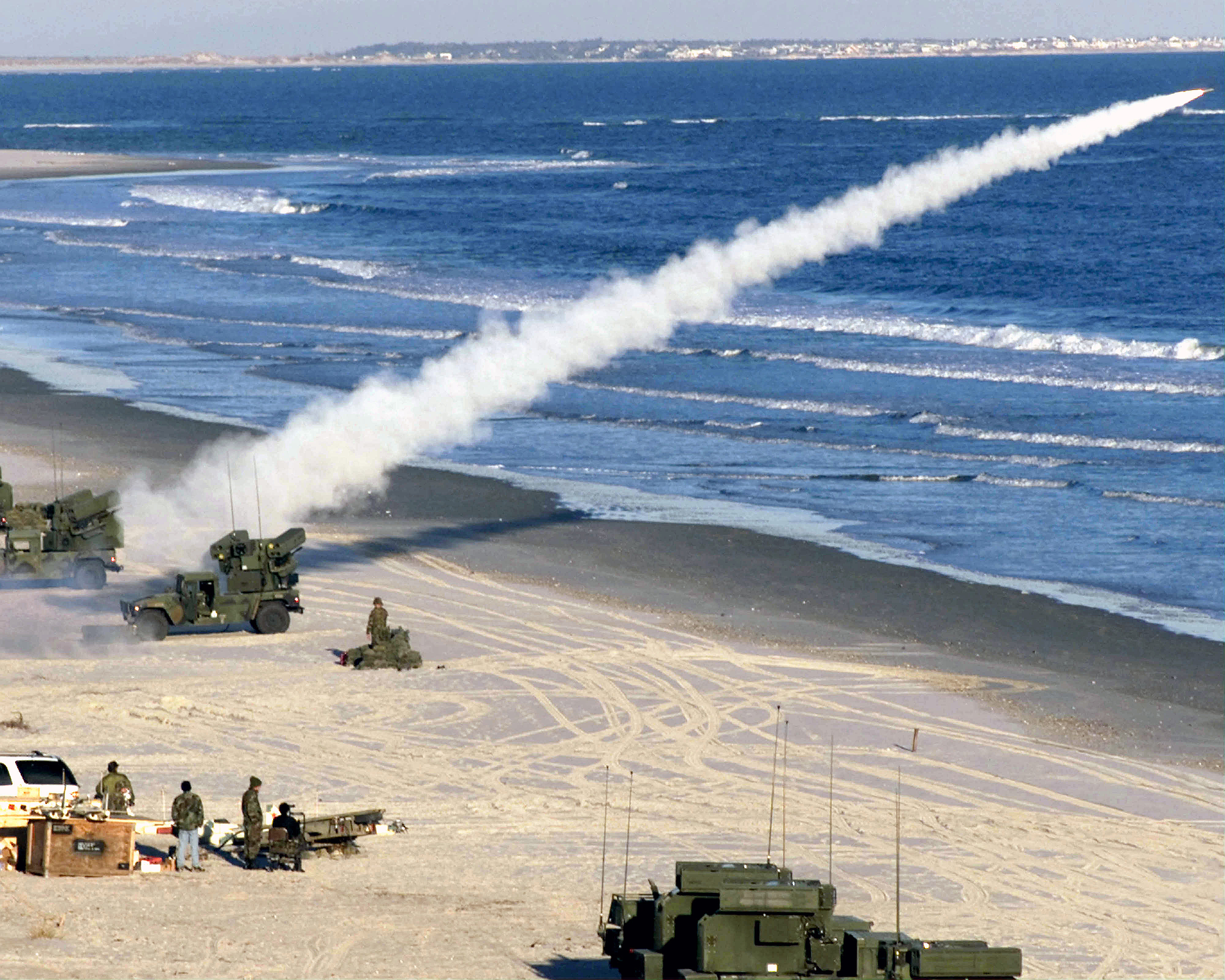
یک موشک استینگر در آوریل ۲۰۰۰ از سکوی اونجر در ساحل اونسلو، کارولینای شمالی در حال پرتاب است.

## مشخصات فنی

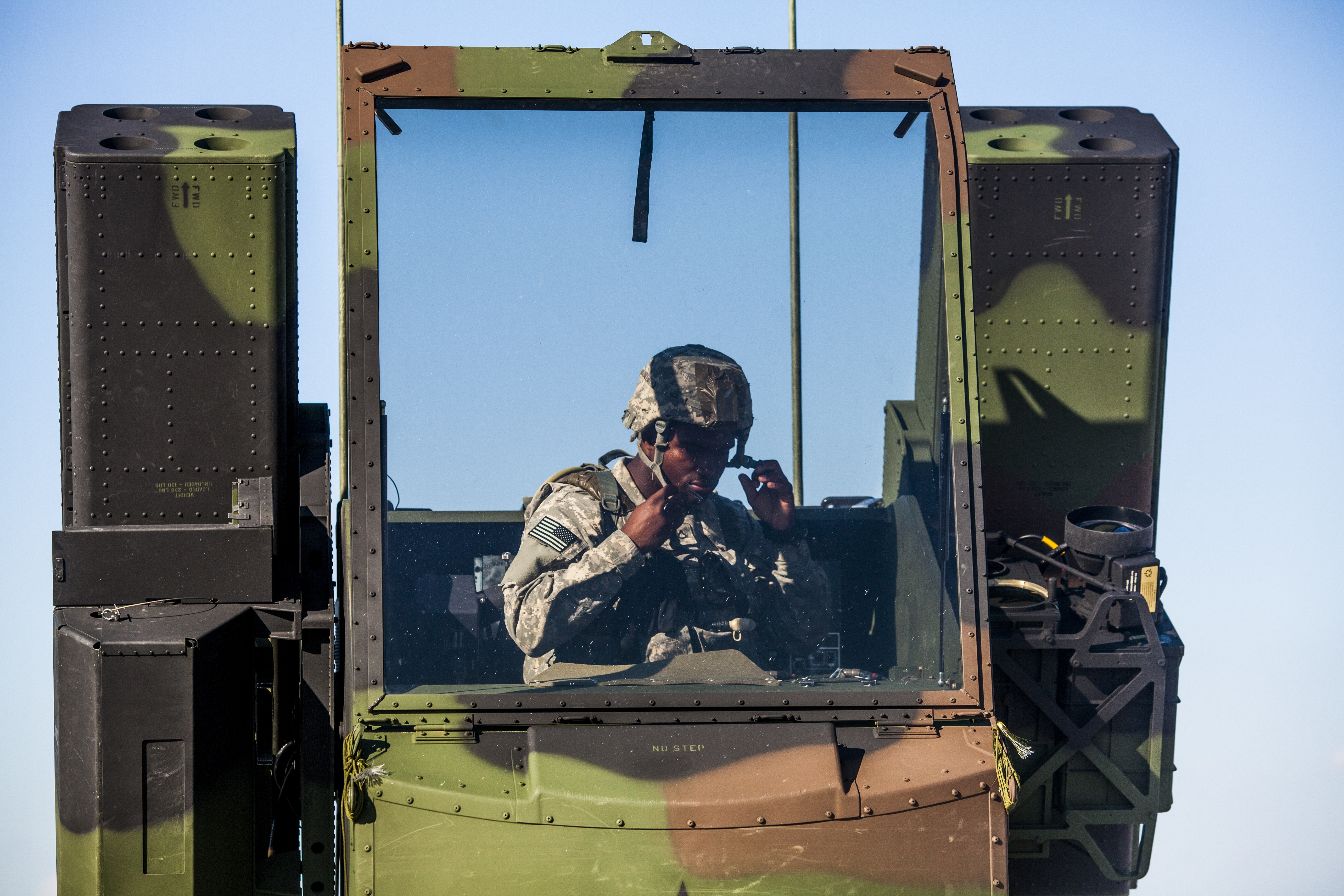
کابین اپراتور در یک اونجر ارتش ایالات متحده

### ابعاد
- طول: ۴٫۹۵ متر
- عرض: ۲٫۱۸ متر
- ارتفاع: ۲٫۶۴ متر
- وزن: ۳۹۰۰ کیلوگرم
- خدمه: ۲ نفر (حالت عادی)، ۳ نفر (STC)
- سرعت جاده: ۸۹ کیلومتر در ساعت
- برد: ۴۴۰ کیلومتر
- موتور: دیترویت دیزل ۸ سیلندر
- توان خروجی موتور: ۱۳۵ اسب بخار (۹۹ کیلووات)

### حسگرها
- گیرنده مادون قرمز رو به جلو (FLIR)
- مسافت‌یاب لیزری ایمن برای چشم
- دید اپتیکال

### تسلیحات
- ۴ یا ۸ موشک اف‌آی‌ام-۹۲ استینگر
- ۱ مسلسل M3P ساخته شده توسط FN Herstal ,[۴] گونه ای از ام۲ برونینگ که برای استفاده هوایی در طول جنگ جهانی دوم ساخته شده‌است و یک مسلسل با کالیبر ۱۲٫۷ میلی‌متر (.۵۰) با یک ماشه الکترونیکی است. سرعت شلیک آن از ۹۵۰ تا ۱۲۰۰ دور در دقیقه است و هر بار یک جعبه ۲۰۰ تا ۲۵۰ تایی بارگیری می‌شود.

## کاربران

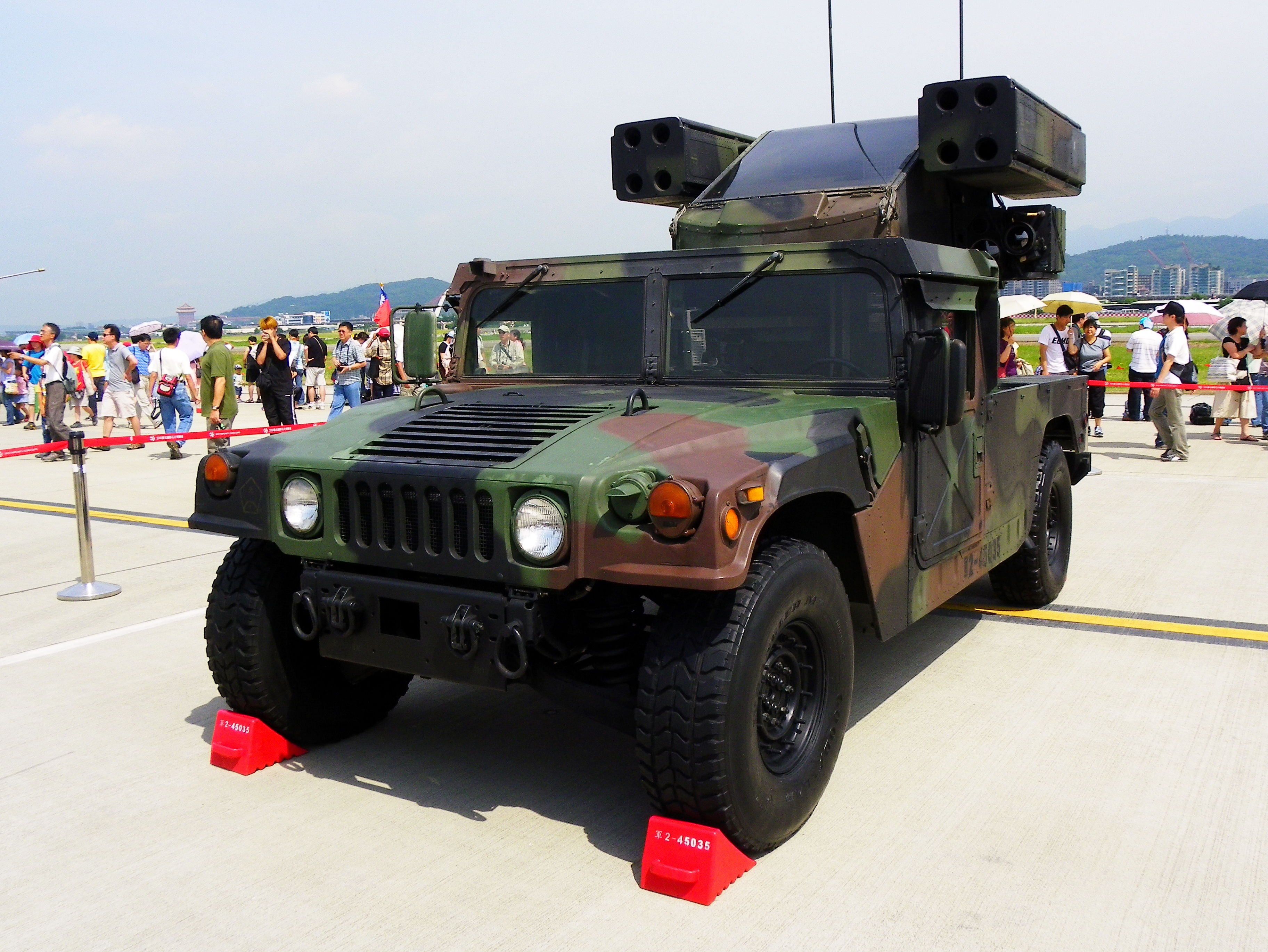
یک اونجر متعلق به تایوان

- بحرین
- مصر
- عراق
- تایوان[۵]
- ایالات متحده آمریکا
- شیلی

 اقلیم کردستان عراق